# Araeomolis rhodographa
Araeomolis rhodographa là một loài bướm đêm thuộc phân họ Arctiinae, họ Erebidae.